# 本町通り (桐生市)
本町通り（ほんちょうどおり）は、群馬県桐生市天神町の桐生天満宮鳥居前から、川岸町の盛運橋に至る道路の通称である。本町五丁目を中心に商店街となっており、末広町通りと並ぶ桐生の中心商業地である。

## 概要
天正元年（1573年）に、それまでの桐生氏にかわって由良氏が桐生領を支配したことにより、柄杓山城（桐生城）と新田金山城との往来が盛んになった。桐生と太田との往来には現在の山手通りにあたる道路が用いられていたが、新たに城下町から南西へ伸びる迂回路が荒戸原に建設された。この通りが現在の本町通りにあたる。
天正19年（1591年）に、桐生天満宮が現在地に遷されると、荒戸原の道路を拡幅し、通りを中心に桐生新町が形成され、今日の桐生市街地の基礎となっている。

## 交差・接続する道路
- 本町一丁目 - 買場通り
- 本町二丁目 - 恵比寿通り（西宮神社参道）・近江辻（酒屋小路）
- 本町三丁目 - 県道227号坂西桐生線
- 本町四丁目 - 永楽町通り・地蔵通り
- 本町五丁目 - 末広町通り（県道3号前橋大間々桐生線）・広見通り
- 本町六丁目 - 巴町通り
- 川岸町 - コロンバス通り、錦町通り

## 沿線
- 桐生天満宮
- 桐生本町二郵便局
- 有鄰館
- 桐生三越
- 桐生信用金庫 本町支店
- 東和銀行 桐生支店
- 足利銀行 桐生支店
- セブン-イレブン 桐生本町店
- 桐生信用金庫 本町支店中央出張所
- 群馬銀行 桐生支店
- 桐生ガスプラザ
- 横浜銀行 桐生支店
- 桐生市営住宅 本町六丁目団地
- 両毛線高架橋
- 浄運寺